# Đầm bê tông
Đầm bê tông là một công đoạn trong công tác (hay công việc) đúc bê tông và bê tông cốt thép. Công đoạn này, chính là việc làm chặt kết cấu bê tông, ngay khi còn ở dạng vữa, vừa được đổ vào khuôn đúc, trước khi bê tông bắt đầu đông kết, bằng các tác động chấn động từ bên ngoài bề mặt hay từ trong lòng của kết cấu bê tông.

## Mục đích
Vữa bê tông là một loại vật liệu hỗn hợp của các loại vật liệu hạt rời, cỡ hạt từ mịn đến thô. Trong lòng vữa bê tông, kể cả tới khi đã được đổ (hay còn gọi là rải) vào khuôn đúc bê tông, vẫn còn độ rỗng rất lớn. Nếu cứ để tồn tại độ rỗng như vậy, sau khi bê tông đã ninh kết và đóng rắn, thì kết cấu bê tông trở nên xốp, không đặc chắc, không đồng nhất và chịu lực kém. Đối với kết cấu bê tông cốt thép, trước khi đổ bê tông bắt buộc đã phải có cốt thép trong khuôn đúc, mà khoảng cách giữa các cốt thép thường nhỏ hẹp, để vữa bê tông luồn qua được các khoảng cách này thường cần phải có lực dồn đẩy từ bên ngoài. Do đó, khi đúc các kết cấu bê tông và kết cấu bê tông cốt thép, cần phải tiến hành công đoạn đầm bê tông, sau khi đã đổ (hay rải) vữa bê tông vào khuôn, nhằm làm giảm tới mức tối đa độ rỗng của kết cấu bê tông, đảm bảo vữa bê tông chảy qua mọi khoảng hở giữa các cốt thép và tới được mọi điểm của kết cấu, bao bọc được hoàn toàn cốt thép, loại bỏ các hiện tượng rỗ và rỗng của kết cấu bê tông.

## Các phương thức đầm bê tông
Có hai phương thức đầm bê tông, đó là: đầm ngoài và đầm trong. Phương thức đầm ngoài lại được chia thành: phương thức đầm mặt và phương thức đầm cạnh. Trong mỗi phương thức: đầm trong, đầm mặt và đầm cạnh, thì đều có thể thi công theo hai phương thức đầm thủ công (tức là bằng tay) và đầm bằng máy. 

### Phương thức đầm trong lòng kết cấu bê tông
Trong phương thức đầm trong, người ta tìm cách đưa nguồn gây chấn động vào sâu trong lòng khối vữa bê tông vừa đổ để làm đặc chắc nó. Phương thức đầm trong (còn gọi là đầm sâu) thường áp dụng để đầm các kết cấu có chiều sâu lớn, như: cột, tường, đài móng, móng máy, kết cấu bê tông khối lớn, đê, đập,... Ở phương thức đầm này, khi thi công bằng máy, người ta thường sử dụng một loại thiết bị đầm gọi là máy đầm dùi.

### Phương thức đầm bên ngoài kết cấu bê tông

#### Phương thức đầm mặt thoáng của kết cấu bê tông
Phương thức này, thường được thực hiện cho những kết cấu có diện mặt thoáng lớn. trong xây dựng nhà dân dụng và công nghiệp, thì các kết cấu bê tông dùng phương thức đầm này thường có chiều dày (hay chiều sâu) nhỏ dưới 180 mm, như: kết bản sàn, nền đường bê tông, nền nhà, nền sân bay,... Khi dùng phương thức thi công bằng máy, đối với kết cấu mỏng, thì máy đầm mặt được dùng để đầm là loại máy đầm bàn.
Nhưng đối với các công trình thủy như: đê, đập thủy điện,... thì các kết cấu bê tông dùng phương thức đầm mặt này có thể có chiều sâu lớn, khi đó thường phải thi công bằng máy với loại máy đầm đặc biệt (xe lu,...), dùng loại bê tông đặc biệt (bê tông đầm lăn, thường có độ sụt bằng 0) và phương thức đầm mặt đặc biệt (gọi là phương thức đầm lăn).

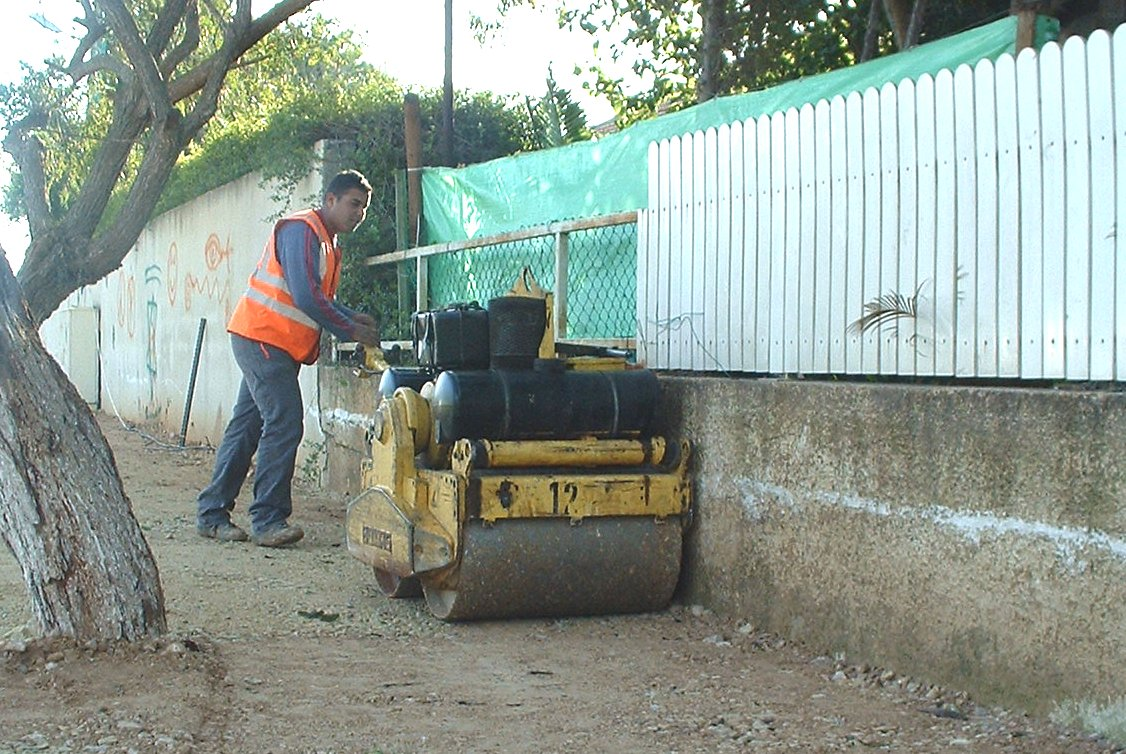
máy đầm lăn

#### Phương thức đầm cạnh khuôn đúc bê tông
Đây là phương thức tạo các chấn động trong hệ thống khuôn đúc bê tông, qua đó truyền các tác động này sang vữa bê tông nằm trong khuôn, làm cho bê tông được đặc chắc. Phương thức này thường sử dụng cho các kết cấu bê tông dạng thành đứng, có bề dày (tức là khoảng cách giữa hai ván khuôn thành hai bên) nhỏ, như kết cấu tường, kết cấu cột, hay các cấu kiện bê tông đúc sẵn. Trong phương thức này có thể gây chấn động ở lần lượt từng phần hay có thể toàn bộ hệ khuôn đúc bê tông. Nếu đầm chấn động từng phần thì có thể dùng cho các kết cấu đổ tại chỗ như cột hay tường bê tông. Lúc này đối với đầm máy thì có thể treo thiết bị rung vào từng điểm của ván khuôn thành, tạo rung cục bộ để làm chặt kết cấu bê tông tại vùng xung quanh điểm treo máy rung. Nếu kết cấu nhỏ có thể dùng phương pháp thi công thủ công bằng cách lấy búa gõ ở từng vùng của ván khuôn thành.
Các cấu kiện bê tông đúc sẵn, dùng để chế tạo các cấu kiện cho các công trình thi công theo công nghệ thi công lắp ghép, được chế tạo tại nhà máy, nên thường phải khống chế kích thước. Do đó đối với các cấu kiện này thì thường sử dụng phương thức đầm cạnh toàn phần, có nghĩa là rung toàn bộ hệ thống khuôn đúc. Ví dụ: để đúc các đoạn ống cống bê tông, thường có kích thước như sau: dài 1 ÷ 2 m, đường kính 0,6 ÷ 1,8 m, người ta đặt toàn bộ hệ khuôn đúc trên một bàn rung kích thước khoảng (3,0 x 3,0) m, và rung toàn bộ hệ thống bằng một thiết bị rung chạy điện 3 pha.
Trường hợp đặc biệt đối với cấu kiện bê tông đúc sẵn có dạng ống tròn như: ống cống, cột điện ly tâm, người ta sử dụng một phương thức đầm cạnh đặc biệt là áp dụng nguyên lý ly tâm của chuyển động quay để đầm bê tông. Khi đó hệ khuôn đúc chỉ có một lớp tròn bên ngoài, đổ vữa bê tông vào trong, cho hệ khuôn đúc quay tròn quanh trục của nó, nhờ có lực ly tâm mà vữa được đẩy ra giáp thành khuôn đúc và phân bố dày đặc quanh thành, đảm bảo độ đặc chắc của kết cấu bê tông.

## Đầm bê tông thủ công

### Đặc điểm và phạm vi áp dụng
Đầm bê tông bằng thủ công chất lượng không tốt vì khi đầm bê tông bằng thủ công độ đặc chắc của bê tông kém hơn đầm bê tông bằng máy. Chỉ nên sử dụng đầm bê tông thủ công khi không có máy đầm hoặc không thể đầm bê tông bằng máy được. Khi đầm bê tông bằng thủ công, vữa bê tông cần phải được chế tạo với độ sụt không nhỏ hơn 6 cm (lớn hơn đầm bằng máy, lượng nước chế trộn cần nhiều hơn), đồng thời để đảm bảo chất lượng vữa bê tông tương đương đầm máy thì lượng xi măng cũng cần phải tăng lên thêm 10-15% so với đầm máy (giữ một tỷ lệ nước trên xi măng ổn định).
Đầm bê tông bằng thủ công cũng có đầy đủ cả ba phương thức: đầm trong (dùng thép tròn, xà beng để nhồi chọc đối với kết cấu sâu), đầm mặt (đầm gang, đầm sắt nặng 6–10 kg), đầm cạnh (búa gõ vào mặt ngoài cốp pha).

## Bê tông tự lèn (không cần đầm)
- xem thêm: Bê tông tự lèn